# 杰奈加蒂乌帕齐拉
杰奈加蒂乌帕齐拉 （英語：Jhenaigati Upazila）是孟加拉国迈门辛专区谢尔布尔县的一个乌帕齐拉。其建立于1975年，行政区划类别为“塔纳”（英語：Thana），1983年转型为乌帕齐拉。总人口155067人，其中男性78791人，女性76276人。